# 土肥氏
土肥氏（どひし、どひうじ/どいし、どいうじ）は、日本の氏族の一つ。
坂東八平氏の一つで、桓武平氏良文流。中村氏の一族。家紋は左三つ巴。主なものは下記の2流がある

## 概要
1. 鎌倉時代初期に相模国を中心に栄えた、相模土肥氏。
2. 相模土肥氏の一族で鎌倉時代後期から戦国時代末期に越中国で栄えた越中土肥氏。
3. 西遷御家人として鎌倉時代に移住し足利将軍家の奉公衆として近江箕浦庄で栄えた近江土肥氏。

## 相模土肥氏
中村荘司宗平の次男実平が、相模国土肥郷を有したのが始まり。実平は源頼朝に忠実に仕えて厚く信頼された。その後、和田合戦で和田方に付いたことが原因で衰えるが、実平の子孫・土肥実綱が鎌倉将軍九条頼嗣、執権の北条時頼、北条時宗に仕えて活躍し、土肥氏を再度歴史の表舞台に引き上げた。この実綱の弟の土肥頼平が越中土肥氏の祖となるのである。

## 越中土肥氏
建長年間（1249年 - 1255年）に土肥氏の一族である土肥頼平が越中国（現・富山県）に地頭として入ったとされるが、不明な点が多い。その後、同地で勢力を伸ばし、南北朝時代から戦国時代には越中国の代表的な国人として勢威を振るった。越中国守護であった畠山氏の傘下に入り、畠山氏の家督争いでも活躍している。その後の土肥氏は一貫して畠山氏に忠誠を誓っていたようで、土肥将真は畠山尚順に従って将軍に謁見し、1493年の明応の政変で畠山政長と運命を共にした土肥氏の一族や、能登畠山家に仕えた一族もいる。
戦国時代となり、神保氏と椎名氏の両勢力の狭間で翻弄されたが、越中国に越後国の長尾氏の勢力が拡大してくると、当主土肥政繁はそれに従い、一時は新川郡の大半を領するまでの勢力を誇った。上杉謙信死後は上杉景勝に従ったが、織田氏の武将である佐々成政の攻撃を受け、一進一退の攻防を繰り広げた。しかし佐々成政の執拗な攻撃により、1583年に降伏して越後国へと逃亡した。佐々成政と羽柴秀吉の争いにつけ込んで旧領奪回の機会を狙ったが、果たせずに越後国で没した。その死後、一族が最上義光に従ったが、お家騒動に巻き込まれて自害し、越中土肥氏は滅亡した。
現在も富山県中新川郡上市町には土肥姓が多い。

## 近江土肥氏
鎌倉幕府より近江箕浦庄を与えられ室町時代には奉公衆（外様衆）として足利将軍家に直属した土肥氏があった。番場城や鎌刃城を築き交通の要衝であった近江番場周辺を守ったといわれている。
1336年（延元3年）に土肥六郎兵衛尉心光が足利尊氏の命により、近江国の箕浦谷にはびこる野武士を平定する。その功によって箕浦庄を与えられ、醒井を拠点として室町時代前期に渡り安定した領土経営を行った。戦国時代への転換期に入ると京極氏に領土を脅かされるようになり、拠点を山間地の枝折へ移して戦国期の動乱を乗り切った。しかし、関ヶ原の戦いで西軍に与したことから、当代の土肥六郎兵衛は土地資産や記録文書の全てを寺社に寄進し、鳥取に落ち延びて近江土肥氏は消滅した。